# Гліфи Госфорда
33°27′07″ пд. ш. 151°18′11″ сх. д. / 33.451833333333° пд. ш. 151.30300277778° сх. д.
Гліфи Госфорда (англ. Gosford Glyphs) —— археологічна містифікація, петрогліфи з 300-ма ієрогліфами в давньоєгипетському стилі, що розташовані у Каріонзі у штаті Новий Південний Уельс (Австралія). Вони знаходяться в районі, відомому петрогліфами аборигенів у національного парку Брисбен-Вотер між містами Госфорд і Вой-Вой.

## Історія
Вперше петрогліфи відкрив у 1975 році Алан Деш, місцевий геодезист, який відвідував цей район протягом семи років, але до цього не бачив гліфів. Деш продовжував відвідувати місцевість протягом п'яти років і щоразу він натрапляв на нові гліфи. У 1983 році Девід Ламбер, фахівець з наскального мистецтва Служби національних парків і дикої природи, знайшов кілька чітко вирізаних ієрогліфів, яким, за його оцінками, було менше дванадцяти місяців. З середини 1990-х сайт став привертати увагу громадськості. Деякі єгиптологи-любителі стверджували, що ієрогліфи є справжнім письмом, створеним близько 4500 років тому єгиптянами, які припливли до Австралії і вигравірували свою історію на камені після корабельної аварії. Професійні єгиптологи вказують на такі ознаки містифікації: ієрогліфи вирізані дуже хаотично, є суміш знаків з різних епох тощо. Австралійський професор єгиптології Нагіб Канаваті також заявив, що вони не є справжніми і що вони «були створені на початку 1980-х років», зробивши висновок, що ієрогліфи на одних і тих же панелях були дуже різних періодів, а деякі були вирізані задом наперед. Геологи ж стверджують, що пісковик, в якому вирізані ієрогліфи, швидко розмивається, і 250-річні петрогліфи аборигенів, що знаходяться в цьому ж районі, мають значно більшу ерозію.

## Опис
На скелях зображені човни, кури, собаки, сови, палиці, собачі кістки, а також два картуші, які, схоже, є іменами фараонів, один з яких Хуфу (другий цар Четвертої династії, 2637—2614 рр. до н. е.), інший невизначений. Є також різьблення давньоєгипетського бога Анубіса.

## Версії створення
Професор Бойо Окінга припустив, що гліфи могли бути зроблені в 1920-х роках австралійськими солдатами, які служили в султанаті Єгипту з середини 1910-х до початку 1920-х років. Інші теорії їх створення включають старшокласників, які скопіювали їх зі своїх підручників у 1970-х роках, і югославського іммігранта, який цікавився єгиптологією та описав їх на початку 1980-х.